# Flexión de codos

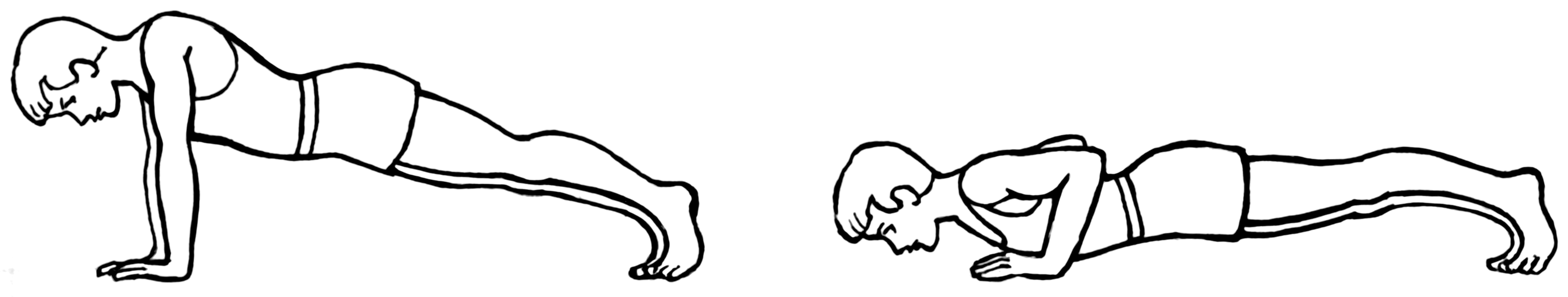

La flexión de pecho es un ejercicio que involucra los codos, también conocida como lagartijas, push-ups, plancha, pechada o simplemente flexión, es un ejercicio físico realizado estando en posición inclinada, recostado hacia abajo, levantando el cuerpo únicamente con los brazos y bajando de nuevo al suelo.
Está dedicado al desarrollo de los músculos pectorales y el tríceps, con beneficios adicionales para los deltoides, el serrato anterior, el coracobraquial e isométricamente el abdomen. Dependiendo del tipo de flexión su acción puede estar más focalizada en los pectorales, los deltoides o los tríceps. Este ejercicio es fundamental para el entrenamiento en la gimnasia deportiva, calistenia y especialmente para entrenamiento militar.
Se puede reducir la dificultad de este ejercicio apoyando las rodillas en el suelo en vez de los dedos de los pies, o haciéndolas con las manos apoyadas en alguna superficie elevada; asimismo se puede aumentar elevando los pies en un banco u otra superficie, haciéndolas a una sola mano, o lastrándose con un peso apoyado sobre la espalda.

## Ejecución

Ejemplo de flexión de codos.

1. La posición inicial es estar acostado mirando hacia el suelo, apoyándose únicamente con la punta de los pies y las palmas de las manos. Los codos cerca del cuerpo de modo que los brazos trabajen en paralelo, nunca girados hacia afuera. Un ángulo en los codos de 45° o menos con respecto al cuerpo suele ser ideal. Los glúteos, el abdomen y las piernas deben estar bien contraídas.
2. A continuación, se flexionan los brazos manteniendo en todo momento los codos cerca del cuerpo hasta rozar el suelo con el pecho. Si se quiere maximizar la activación del pecho, se puede realizar una abducción relativa con las manos (hacer fuerza hacia dentro).
3. Finalmente, se vuelve a la posición inicial estirando los brazos, manteniendo en todo momento la postura con la espalda recta y paralela al suelo.

## Otros propósitos
También son de uso común como una prueba de aptitud, como un leve castigo físico en el momento, para mostrar sus habilidades físicas o como una demostración de sumisión.
En un contexto competitivo, no es raro ver otras variaciones inusuales; por ejemplo, hacer flexiones en el barro, la nieve o la tierra, para que sea más difícil, o hacer el ejercicio con más dificultad aún, como colocar el pie o un peso sobre la espalda del ejecutante del ejercicio (posiblemente con sanciones si el equilibrio se pierde) o para hacer el ejercicio descansando en los nudillos, no utilizar todos los dedos (sin contar el pulgar), levantando alguna de las piernas mientras se ejecuta, impulsándose de manera explosiva y dar un aplauso y caer nuevamente con las palmas o hacerlo solo con un brazo.

## Variaciones

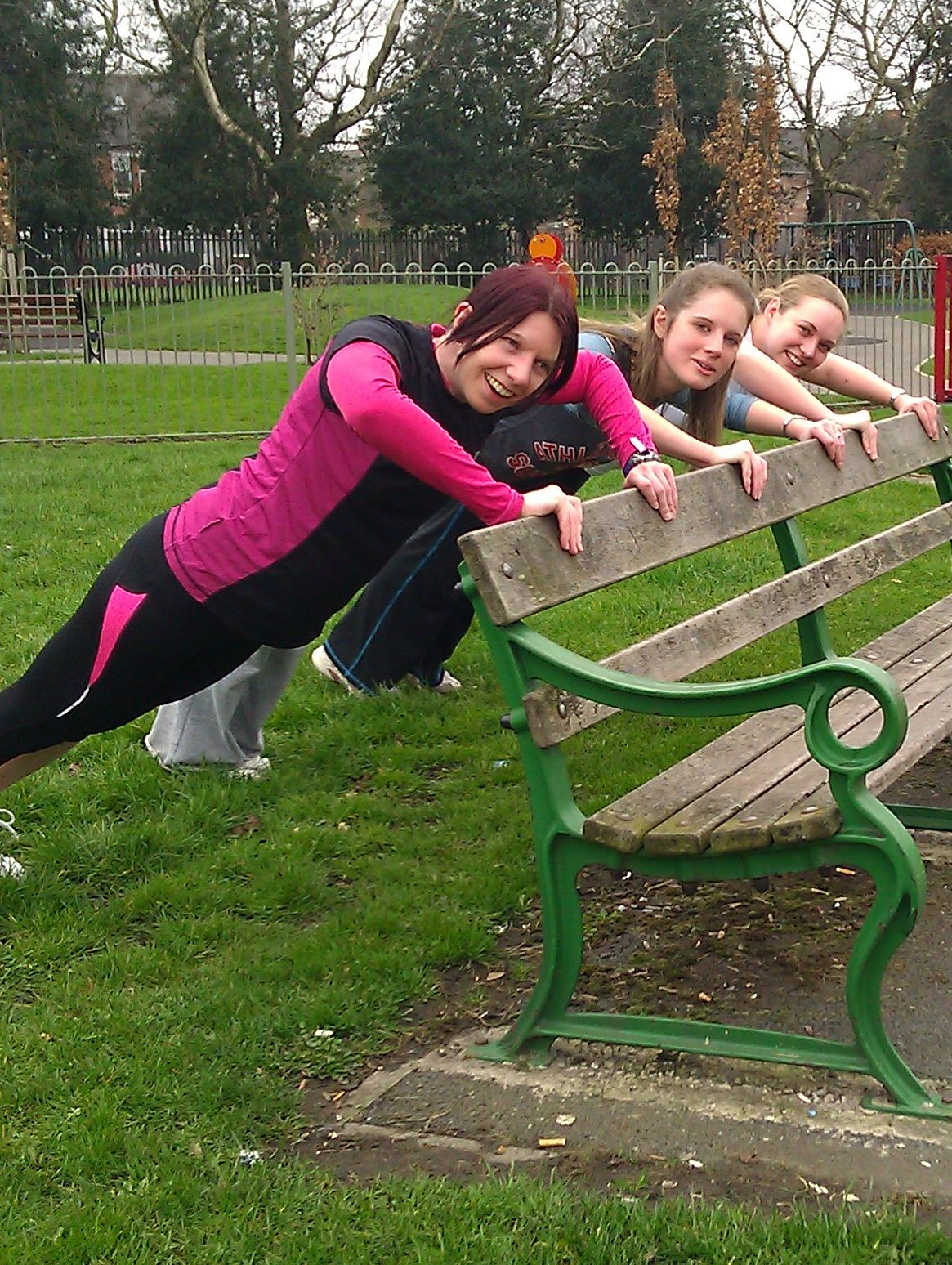

Existen diferentes tipos de flexiones de brazos dependiendo del músculo en el que queramos focalizar el desarrollo.
- Flexión con las manos apoyadas sobre una superficie elevada: este tipo de flexión quita parte del trabajo al deltoides anterior para focalizarse algo más en el pectoral, sin embargo, el hecho de que tengamos los pies en un lugar más bajo que las manos hace que movamos menos peso, por lo que hace de esta variación algo más sencilla. Es una buena opción para principiantes que no tengan fuerza para las flexiones tradicionales.
- Flexión con los pies elevados: al contrario que la anterior, en esta variación se colocan los pies más elevados que las manos, lo que incrementa el peso que movemos por lo que la dificultad aumenta considerablemente . A mayor elevación de los pies con respecto a las manos, menor será la activación de las fibras bajas y medias del pectoral y mayor será la activación del deltoides y las fibras altas del pectoral.
- Flexión con las manos juntas o "flexión diamante": en esta versión las manos se colocan muy juntas la una de la otra, el dedo índice de una mano debe tocar el de la otra, igual que el pulgar. Este tipo de flexión es de una dificultad mayor que las anteriores y focaliza la mayor parte del trabajo en el desarrollo de los tríceps, siendo uno de los mejores ejercicios de calistenia para este músculo.
- Flexión en pica: esta versión consiste en realizar una forma de pica con el cuerpo, es decir, acortar el espacio entre pies y manos, mantener las piernas completamente extendidas y elevar la cadera lo más alto posible. Este tipo de flexión es bastante más difícil que la normal y mueve casi todo el trabajo del pectoral al deltoides, para un gran desarrollo de este músculo. Se puede incrementar la dificultad de las flexiones en pica si además se elevan los pies con respecto a las manos.
- Flexión en pino: esta versión es la misma que la de pies elevados, pero con los pies elevados al máximo, es decir, en posición de pino contra una pared. Es la versión de flexión de codo más difícil y solo después de un duro entrenamiento se logra realizar correctamente. En este tipo de flexión el pectoral apenas tiene trabajo y son los deltoides los que se ven más activados, siendo uno de los mejores ejercicios para desarrollar este músculo.

El dand, también conocido como flexión hindú. Esta es la versión más básica, similar a la utilizada por Bruce Lee, quien se refirió a él como un estiramiento de gato.

- Flexión hindú o dand: El dand, también conocido como flexión hindú. Esta es la versión más básica, similar a la utilizada por Bruce Lee, quien se refirió a él como un estiramiento de gato. La forma más básica de dand comienza desde la posición hacia abajo del perro yoga y pasa a una posición de pose de cobra. También se conoce como una lagartija hindú. Es común en la cultura física India y las artes marciales Indias, particularmente Pehlwani.[1] Bruce Lee también lo usó en su régimen de entrenamiento y se refirió a él como un "estiramiento de gato".[2] Es un ejercicio efectivo de fuerza central porque involucra dinámicamente tanto la cadena anterior como la cadena posterior de manera armoniosa. Existen numerosas variaciones del dand, aunque la mayoría incorpora las dos posturas utilizadas en la versión más básica. Está relacionado con el saludo al sol.